# Замок Хінокума
За́мок Хіноку́ма (яп. 日隈城, хінокума-дзьо ) — замок у районі Кідзанматі міста Хіта, префектури Ойта, Японія. Популярна назва "Кутовий замок" (яп. 隈城, кумадзьо). Збудований у 1592 році силами Міяґі Томойорі, васала Тойотомі Хідейосі. У 1596 році перейшов до Морі Такамаси, який укріпив замок і звів у ньому п'ятиярусну головну вежу. Ліквідований за наказом сьоґуната Едо у 1616 році. Сьогодні на місці залишків замку розмщено парк Кідзан.